# Nicola Larini
Nicola Larini, född 19 mars 1964 i Lido di Camaiore i Italien, är en racerförare.  

## Racingkarriär
Larini debuterade i formel 1 för Coloni säsongen 1987. Han kom som bäst tvåa i ett lopp, San Marinos Grand Prix 1994. 
Larini kör numera i WTCC för Chevrolet.

## F1-karriär
| Säsong | Stall/Tillverkare  | Poäng | Placering |
| ------ | ------------------ | ----- | --------- |
| 1987   | Coloni-Ford        | 0     | –         |
| 1988   | Osella-Alfa Romeo  | 0     | –         |
| 1989   | Osella-Ford        | 0     | –         |
| 1990   | Ligier-Ford        | 0     | –         |
| 1991   | Modena-Lamborghini | 0     | –         |
| 1992   | Ferrari            | 0     | –         |
| 1994   | Ferrari            | 6     | 14        |
| 1997   | Sauber-Petronas    | 1     | 19        |

| 1. San Marino 1994 | 1. San Marino 1988 2. Brasilien 1989 |